# Шірковце
Шірковце (словац. Širkovce, угор. Serke) — село, громада в окрузі Рімавска Собота, Банськобистрицький край, Словаччина. Кадастрова площа громади — 17,71 км². Населення — 988 осіб (за оцінкою на 31 грудня 2017 р.).
Знаходиться за ~12 км на південь від адмінцентру округу міста Рімавська Собота та за ~5 км від кордону з Угорщиною.

## Історія
Перша згадка 1264 року як Sirque. Історичні назви: 1274 року — Cherke, 1427 — Serke, 1773 — Sirkowcze, 1920 — Žirkovce, з 1927 року Širkovce, угор. Serke.
1828 року в селі налічувалось 131 будинок та 969 мешканців, які займалися сільським господарством.
1938—1944 рр. село під окупацією Угорщини.

## Географія
Село розташоване в південній частині Рімавської котлини на схилах Cerová vrhovina на терасі Рімави. Висота в центрі села становить 180 м над рівнем моря, територією — 173—378 м нрм. Чотар має горбисту поверхню, в південній частині покритий дубовими лісами та агатами.

## Транспорт
Автошлях 2790 (Cesty III. triedy).
Аеродром Širkovce.

## Населення
| Рік:            | 1994. | 2004.    | 2014.   | 2024.   |
| --------------- | ----- | -------- | ------- | ------- |
| Кількість осіб: | 764   | 903      | 954     | 963     |
| Різниця:        |       | +18,19 % | +5,64 % | +0,94 % |

| Рік:            | 2023. | 2024.   |
| --------------- | ----- | ------- |
| Кількість осіб: | 962   | 963     |
| Різниця:        |       | +0,10 % |